# Premio Chianciano della Critica Radiotelevisiva
Il premio Chianciano della Critica Radiotelevisiva (anche noto come premio Chianciano o Chianciano 19xx, dall'anno dell'edizione) è stato un festival televisivo e musicale che si teneva ogni anno a Chianciano Terme in estate.

## Storia
La prima premiazione si ebbe nel 1973 e continuò almeno fino a tutti gli anni '80, andando poi lentamente in declino negli anni '90.
Nel corso delle varie edizioni i premi furono consegnati a conduttori anche famosi (come Pippo Baudo) e il relativo festival fu frequentato anche da artisti noti a livello nazionale e internazionale (dal regista Leandro Castellani a Loretta Goggi e molti altri), ricevendo in questo modo ampia copertura mediatica radiotelevisiva.

### Edizioni e conduttori
| Edizioni | Conduttori        | Conduttori       |
| -------- | ----------------- | ---------------- |
| 1973     |                   |                  |
| 1974     |                   |                  |
| 1975     | Pippo Baudo       | Beatrice Cori    |
| 1976     | Pippo Baudo       | Valeria Perilli  |
| 1977     | Pippo Baudo       |                  |
| 1978     | Memo Remigi       | Valeria Perilli  |
| 1979     | Pippo Baudo       |                  |
| 1980     | Pippo Baudo       |                  |
| 1981     | Claudio Cecchetto |                  |
| 1982     | Michele Gammino   | Rosanna Vaudetti |
| 1983     |                   |                  |
| 1984     |                   |                  |
| 1985     | Oreste Lionello   | Carla Roselli    |
| 1986     | Michele Gammino   | Carla Roselli    |
| 1987     | Piero Badaloni    | Barbara d'Urso   |
| 1988     |                   |                  |